# 圣西尔军校

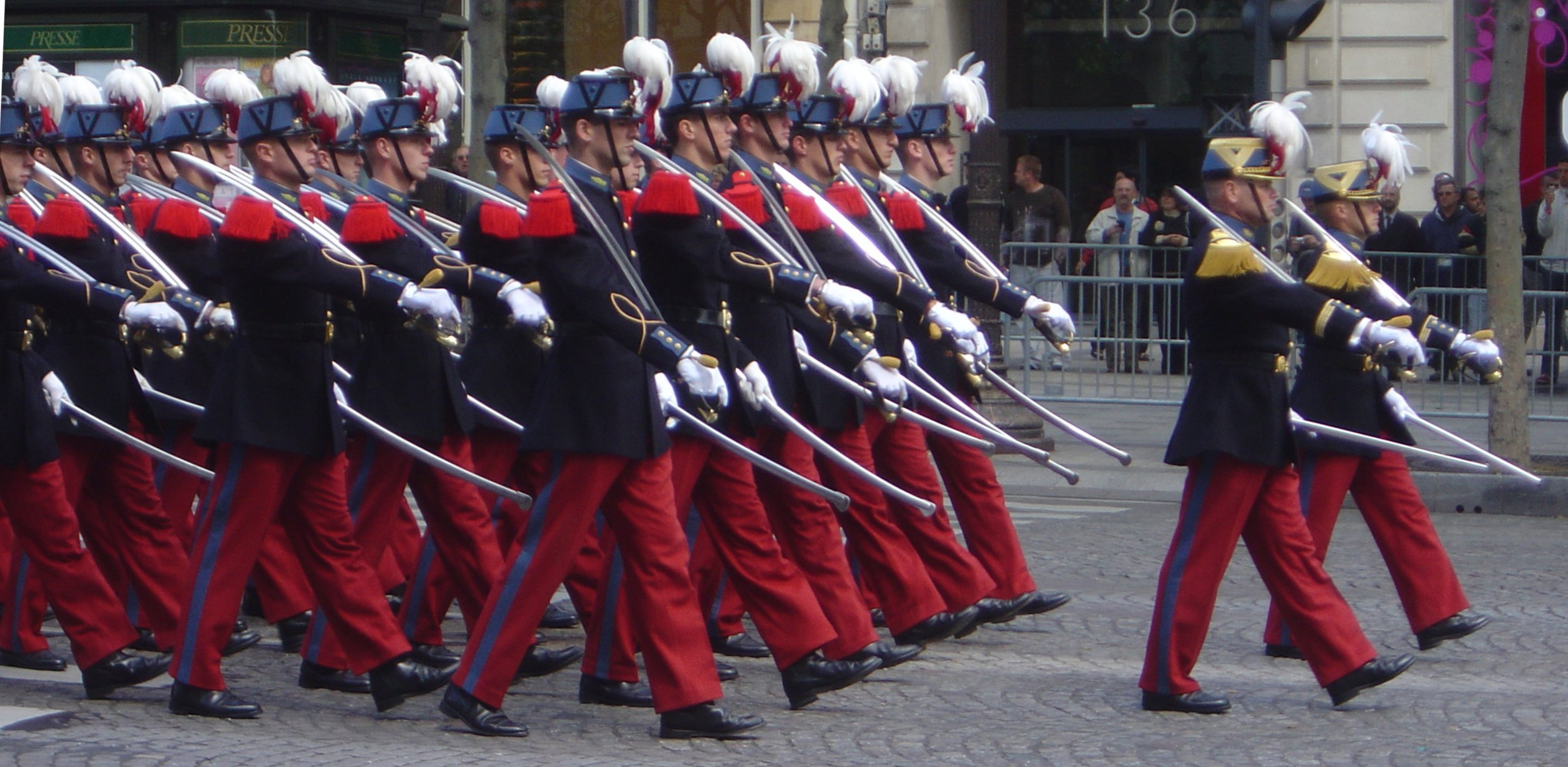
整队穿正式制服的军校学生在游行

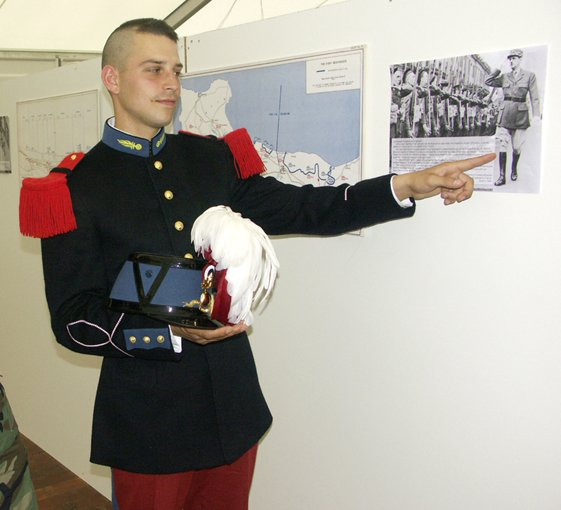
一个穿正式制服的軍校學生

聖西爾軍校（法語：École spéciale militaire de Saint-Cyr；），法国最著名的军校。它过去建在巴黎郊外凡尔赛宮附近的圣西尔。
圣西尔军事专科学校与诸兵种军校和行政技术军校共同组成法国陆军初级军校群，设在伊勒-维莱讷省省会雷恩市郊外盖尔的科埃特基当（Coëtquidan）。三所军校因学员来源和培训方向不同而互有区别，但大部分军事训练和共同课目的教学基本一致。

## 沿革
该校由拿破仑始创于1802年，1803年1月28日拿破仑签署法令，在枫丹白露成立帝国军事专科学校。1808年3月24日，军校迁到圣西尔，圣西尔军校的校训，是由拿破仑题写的训词“为打胜仗而受训”（法語：Ils s'instruisent pour vaincre.）。法国陆军中几乎所有的高级将领都出自圣西尔军校。正如拿破仑所说，此處是“将军的苗圃”。
1942年，由于法国战败於納粹德國，这所久负盛名的军校被迫解散。二次大战后，由于圣西尔军校的建筑已在盟军为解放巴黎而实施的轰炸中被夷为平地，新校址只好设在科埃特基当。

## 校友
- 埃利·德努瓦·德·圣马克（Hélie Denoix de Saint Marc)-1922年
- 菲利普·勒克莱尔·德·奥特克洛克元帅 (1902年-1947年) - 1924年
- 夏尔·戴高乐总统 (1890年-1970年) - 1912年
- 让·德·拉特尔·德·塔西尼元帅 (1889年-1952年)-1913年
- 阿尔方斯·朱安元帅 (1888年-1967年) - 1912年
- 马克西姆·魏刚一级上将 (1867年-1965年) - 1897年
- 秋山好古陸軍大將 (1859年-1930年) - 1887年
- 路易斯·弗朗谢·德斯佩雷元帅 (1856年-1942年) - 1876年
- 菲利普·贝当元帅 (1856年-1951年)
- 赫伯特·利奥泰元帅 (1854年-1934年)-1873年
- 约瑟夫·加利埃尼元帅 (1849年-1916年)
- 弗朗索瓦·塞尔坦·康罗贝尔元帅 (1809年-1895年) - 1828年
- 帕特里斯·麦克马洪元帅 (1808年-1893年) - 1827年
- 艾马布勒·让·雅克·佩利西耶元帅 (1794年-1864年)
- 哈吉·阿里·拉兹马拉, 前伊朗首相 (1901年-1951年)
- 廖耀湘中將（1906年-1968年）-1936年